# Томашова, Татьяна Ивановна
Татьяна Ивановна Томашова (род. 1 июля 1975, Пермь) — российская легкоатлетка, двукратная чемпионка мира, чемпионка Европы и серебряный призёр летних Олимпийских игр 2004 года.

## Спортивная карьера
Воспитанница спортивного клуба «Дзержинец» (Пермь).
На чемпионате Европы 2002 года в Мюнхене Томашова завоевала бронзовую медаль на дистанции 1500 м. На чемпионате мира 2003 года в Париже она стала чемпионкой на этой же дистанции. Томашовой удалась защита этого титула и на чемпионате мира 2005 года в Хельсинки. В 2006 году в Гётеборге она стала чемпионкой Европы.
На Олимпийских играх 2004 года в Афинах она стала обладательницей серебряной медали на дистанции 1500 м (золото выиграла британка Келли Холмс).

### Допинг
31 июля 2008 года Международная федерация легкой атлетики (ИААФ) отстранила Гульфию Ханафееву, Светлану Черкасову, Елену Соболеву, Дарью Пищальникову, Татьяну Томашову, Юлию Фоменко и Ольгу Егорову от участия во всех соревнованиях из-за подозрения в подмене допинг-проб: оказалось, что в пробах, взятых в апреле — мае, августе — сентябре 2007 года, а также 21 июля 2008 года не совпадает ДНК. Всероссийская федерация легкой атлетики приняла решение дисквалифицировать россиянок на два года с момента взятия проб. Таким образом, к лету 2009 года семь спортсменок должны были быть допущены к соревнованиям. Но IAAF осталась недовольна приговором ВФЛА, сочтя его слишком мягким и обратилась в спортивный арбитраж, который удовлетворил жалобу международной ассоциации, хотя и не увеличил дисквалификацию до 4 лет, как того требовали в IAAF. Суд постановил, что срок дисквалификации должен был начать свой отсчет с 3 сентября 2008 года (для Ольги Егоровой — с 20 октября) — с момента отстранения от соревнований. Завершится дисквалификация для всех спортсменок 30 апреля 2011 года. Общий её срок составил два года и девять месяцев.

### Возвращение
После дисквалификации спортсменка вернулась в спорт и отобралась на Олимпийские игры 2012 года, где заняла 4-е место на дистанции 1500 метров. В 2015 году Аслы Альптекин из Турции, выигравшая золото на Играх в Лондоне, была дисквалифицирована и лишена награды. В результате перераспределение наград, Томашова должна была стать бронзовым призёром Игр. Обладательница серебряной медали Гамзе Булут была дисквалифицирована Международной ассоциацией легкоатлетических федераций (IAAF) в 2017 году из-за отклонений в её биологическом паспорте. Таким образом Томашова должна была получить серебряную медаль Игр 2012 года. 24 августа 2018 года МОК окончательно перераспределил медали, Томашова была признана серебряным призёром. В сентябре 2024 года, CAS дисквалифицировал спортсменку на 10 лет из-за нарушения антидопинговых правил. Все результаты, показанные на соревнованиях в период с 21 июня 2012 года по 3 января 2015 года, аннулированы. Томашова лишилась серебряной медали Олимпийских игр в Лондоне в беге на 1500 метров.

## Награды и звания
- Заслуженный мастер спорта России;
- Медаль ордена «За заслуги перед Отечеством» II степени (18 февраля 2006) — За большой вклад в развитие физической культуры и спорта, высокие спортивные достижения[8].